# Nastro d’Argento
Der Nastro d’Argento (deutsch Silbernes Band) ist ein Filmpreis, der vom Sindacato Nazionale Giornalisti Cinematografici Italiani (SNGCI), der Berufsvereinigung der italienischen Filmjournalisten, seit dem Jahr 1946 vergeben wird. Die Auszeichnung wird jährlich in zahlreichen Kategorien verliehen.
Mit dem Nastro d’Argento Grandi Serie werden zusätzlich  in einer eigenen Preisverleihung Serien in verschiedenen Kategorien ausgezeichnet.

## Preiskategorien
| Kategorie | Originalbezeichnung                                                               | Zeitraum der Verleihung             |
| --- | --------------------------------------------------------------------------------- | ----------------------------------- |
| Regie des besten italienischen Films                                                                                        | Regista del miglior film                                                          | seit 1946                           |
| Regie des besten nichtitalienischen Films, Bester europäischer (Nastro d’argento europeo) und Bester außereuropäischer Film | Regista del miglior film straniero Miglior film europeo Miglior film extraeuropeo | 1948–2006 2007–2012 2007–2012       |
| Bester Dokumentarfilm | Miglior documentario                                                              | mit Unterbrechungen seit 1946       |
| Beste Hauptdarstellerin | Migliore attrice protagonista                                                     | seit 1946                           |
| Bester Hauptdarsteller | Migliore attore protagonista                                                      | seit 1946                           |
| Beste Nebendarstellerin | Migliore attrice non protagonista                                                 | seit 1946                           |
| Bester Nebendarsteller | Migliore attore non protagonista                                                  | seit 1946                           |
| Bester Nachwuchsdarsteller                                                                                                  | Migliore attore esordiente                                                        | einmalig 1948, regelmäßig seit 1973 |
| Beste Nachwuchsdarstellerin                                                                                                 | Migliore attrice esordiente                                                       | seit 1972                           |
| Beste Kamera | Migliore fotografia                                                               | seit 1946                           |
| Beste Geschichte | Migliore sogetto                                                                  | seit 1946                           |
| Bestes Bühnenbild | Migliore scenografia                                                              | seit 1946                           |
| Beste Filmmusik | Migliore colonna sonora                                                           | seit 1947                           |
| Bestes Drehbuch | Migliore sceneggiatura                                                            | seit 1948                           |
| Spezialpreis | Nastro d’argento speciale                                                         | seit 1951                           |
| Beste Kostüme | Migliori costumi                                                                  | seit 1953                           |
| Bester Produzent | Migliore produttore                                                               | seit 1954                           |
| Beste Nachwuchsregie | Miglior regista esordiente                                                        | seit 1974                           |
| Preis für das Lebenswerk | Nastro d’argento alla carriera                                                    | seit 1984                           |
| Bestes Originallied | Migliore canzone originale                                                        | seit 1999                           |
| Bester Schnitt | Migliore montaggio                                                                | seit 1999                           |
| Bester Direktton | Migliore sonoro in presa diretta                                                  | seit 2002                           |
| Bestes Casting | Miglior casting director                                                          | seit 2014                           |

Ehemalige Kategorien:
- Bester Kurzfilm (Miglior cortometraggio) 1956–2017
- Bester Film in 3D (Migliore film in 3D)  nur 2010